# Korvers de Dunkerque
Uniformes
Les Korvers de Dunkerque est un club de baseball et de softball situé à Dunkerque (Nord). Le baseball y est pratiqué au niveau national, le softball et les autres catégories au niveau régional. L'équipe fanion évolue depuis 2004 en Championnat de France de Nationale 1 (D2).
Son entraineur, Ludovic Godard, est entraineur de l'Équipe de France de baseball Junior et de l'Équipe de baseball sénior de la Ligue Nord-Pas-de-Calais.
En 2010, 2011 et 2012, l'équipe fanion est finaliste du Championnat de France de Nationale 1.

## Catégories
- U9, U12, U15, Sénior 2, Softball Mixte

## Palmarès
- Champion de France de Nationale 2 (D3) : 2004 et 2018
- Vice-champion de France de Nationale 1 (D2) : 2010, 2011, 2012
- Champion du Nord-Pas-de-Calais :
  - baseball sénior[2] (11) : 1988, 1989, 1992, 1994, 1995, 1996, 1997, 2001, 2002, 2003, 2004 et 2018.

## Effectif 2018
- Entraineur : Godard Ludovic
- Joueurs : Moreaux Jonathan, Russo Arnaud, Verraes Clément, Godard Ludovic, Guéant Reynald, Baes Jordan, Laporte Clément, Gaël Gokelaere, Kévin Pillons,  Basile Meuret, Henri Conrard, Vincent Larridon, Ravaiau Olivier, Fornet Nicolas et Joets Adrien.